# شرکت امنیتی
شرکت امنیتی (انگلیسی: Security company) یا شرکت امنیتی خصوصی یک نهاد تجاری است که خدمات و تخصص امنیتی مسلح یا غیرمسلح را به مشتریان در بخش‌های خصوصی یا دولتی ارائه می‌دهد.
شرکت‌های امنیتی خصوصی توسط دفتر آمار کار ایالات متحده به‌عنوان شرکت‌هایی تعریف می‌شوند که در درجه اول در ارائه خدمات نگهبانی، حراست و گشت‌زنی، مانند محافظ شخصی، امنیت پارکینگ و خدمات نگهبانی فعالیت دارند. بسیاری از آنها حتی در صورت درخواست مشتری، خدمات عملیات ویژه پیشرفته ارائه می‌دهند. نمونه‌هایی از خدمات ارائه شده توسط این شرکت‌ها شامل جلوگیری از فعالیت یا ورود غیرمجاز، تنظیم ترافیک، کنترل دسترسی، پیشگیری و تشخیص آتش‌سوزی و سرقت است. این خدمات را می‌توان به‌طور کلی به‌عنوان حفاظت از پرسنل یا دارایی‌ها توصیف کرد. سایر خدمات امنیتی مانند گشت سیار، محافظ شخصی و خدمات نگهبانی نیز شامل می‌شوند، اما بخش بسیار کوچکی از این صنعت را تشکیل می‌دهند. در طول دنیاگیری کووید-۱۹، برخی از شرکت‌های امنیتی در خدمات زنجیره تأمین واکسن نیز فعالیت داشتند.
صنعت امنیت خصوصی به سرعت در حال رشد است، در حال حاضر ۲ میلیون کارمند امنیتی تمام وقت در ایالات متحده وجود دارد و انتظار می‌رود این تعداد تا سال ۲۰۲۰ معادل ۲۱ درصد افزایش یابد و صنعت امنیت را به صنعتی ۱۰۰ میلیارد دلاری در سال تبدیل کند که پیش‌بینی می‌شود تا سال ۲۰۳۰ این رقم به ۲۰۰ میلیارد دلار برسد. ایالات متحده بزرگ‌ترین مصرف‌کننده خدمات نظامی و امنیتی خصوصی در جهان است و صنعت امنیت خصوصی در ایالات متحده از سال ۲۰۱۰ شاهد افزایش چشمگیر تقاضا بوده است.